# Paralastor icarioides
Paralastor icarioides är en stekelart som beskrevs av Perkins 1914. Paralastor icarioides ingår i släktet Paralastor och familjen Eumenidae. Inga underarter finns listade i Catalogue of Life.